# Acinonyx
Acinonyx is een geslacht van zoogdieren uit de  familie van de Felidae (Katachtigen).

## Soort en ondersoorten
- Acinonyx jubatus (Schreber, 1775) – Jachtluipaard
  - Acinonyx jubatus hecki Hilzheimer, 1913
  - Acinonyx jubatus venaticus Griffith, 1821